# Легка атлетика на Літній універсіаді 2013 — біг на 200 метрів (чоловіки)
Змагання з бігу на 200 метрів серед чоловіків на Літній універсіаді 2013 у Казані проходили 9-10 липня на стадіоні «Центральний».

## Фінал
Швидкість вітру: +2,4 м/с
| Місце | Доріжка | Спортсмен          | Країна      | Час   | Примітки |
| ----- | ------- | ------------------ | ----------- | ----- | -------- |
| 1     | 5       | Анасо Джободвана   | ПАР         | 20,00 |          |
| 2     | 4       | Рашид Дваєр        | Ямайка      | 20,23 |          |
| 3     | 6       | Ійдзука Сьота      | Японія      | 20,33 |          |
| 4     | 7       | Олувасегун Макінде | Канада      | 20,61 |          |
| 5     | 2       | Брендон Родні      | Канада      | 20,72 |          |
| 6     | 1       | Вілфрід Коффі      | Кот-д'Івуар | 20,73 |          |
| 7     | 2       | Каміл Кринський    | Польща      | 20,94 |          |
| 8     | 8       | Сібусісо Маценджва | Свазіленд   | 20,99 |          |